# Ефремовский уезд
Ефремовский уезд — административно-территориальная единица в составе Воронежской и Тульской губерний Российской империи и РСФСР, существовавшая в 1727—1925 годах. Уездный город — Ефремов.

## История
Ефремовский уезд известен с допетровских времён. В 1708 году уезд был упразднён, а город Ефремов отнесён к Азовской (с 1725 — Воронежской) губернии. В 1719 году при разделении губерний на провинции отнесён к Елецкой провинции. В 1727 году уезд в составе Елецкой провинции был восстановлен.
В 1777 году уезд отнесён к Тульскому наместничеству, которое в 1796 году было преобразовано в Тульскую губернию.
В июле 1924 года уезд разделён на 7 районов: Волынский (центр — с. Мещерское-Кологривово), Ефремовский, Каменский, Куркинский, Лобаново-Шиповский (центр — д. Лукьяновка), Сафоновский (центр — д. Большие Плоты), Шиловский. В том же году Куркинский район был передан в состав Богородицкого уезда.
31 августа 1925 года Ефремовский уезд был упразднён, его районы вошли в прямое подчинение Тульской области.

## Административное деление
В 1890 году в состав уезда входило 26 волостей
| № п/п | Волость                | Волостное правление     | Число селений | Население |
| ----- | ---------------------- | ----------------------- | ------------- | --------- |
| 1     | Авдуловская            | с. Ново-Лаврово         | 16            | 3717      |
| 2     | Березовская            | с. Островская           | 24            | 6993      |
| 3     | Богородицко-Локотецкая | с. Волынское            | 11            | 4484      |
| 4     | Буреломская            | с. Буреломы             | 17            | 4105      |
| 5     | Георгиевская           | с. Закопы               | 28            | 10075     |
| 6     | Дарищенская            | с. Дарище               | 21            | 4287      |
| 7     | Дмитриевская           | с. Дмитриевское-Семенёк | 8             | 5200      |
| 8     | Дмитриевско-Локотецкая | с. Полевые Локотцы      | 24            | 5005      |
| 9     | Долголесковская        | с. Долгие Лески         | 31            | 5477      |
| 10    | Замарайская            | с. Замарайка            | 18            | 5832      |
| 11    | Каменская              | с. Каменское            | 12            | 7258      |
| 12    | Куркинская             | с. Куркино              | 14            | 5284      |
| 13    | Лобановская            | с. Лобаново             | 14            | 5528      |
| 14    | Никольско-Птанская     | с. Никольское           | 20            | 6686      |
| 15    | Остропятская           | с. Турдей               | 11            | 4471      |
| 16    | Павлохуторская         | с. Павлов Хутор         | 22            | 5387      |
| 17    | Сергиевская            | с. Сергиевское          | 29            | 5369      |
| 18    | Силинская              | с. Силино               | 10            | 3802      |
| 19    | Ситовская              | с. Ситово               | 23            | 5599      |
| 20    | Старогольская          | с. Старогольское        | 15            | 5555      |
| 21    | Староказачья           | сл. Староваровка        | 23            | 8809      |
| 22    | Стрелецкая             | с. Стрелечья Поляна     | 14            | 8395      |
| 23    | Ступинская             | с. Ступино              | 17            | 6469      |
| 24    | Ушаковская             | с. Ушаково              | 29            | 5063      |
| 25    | Хорошеводская          | с. Хорошие Воды         | 21            | 6793      |
| 26    | Шиповская              | с. Лукьяновка           | 31            | 6617      |

В 1913 году в уезде было 27 волостей: образована Солдатская волость (с. Солдатское).

## Население
По данным переписи 1897 года в уезде проживало 171 081 чел. В том числе русские — 99,8 %. В уездном городе Ефремове проживало 9 038 чел.

## Уездные предводители дворянства
| Фамилия, Имя, Отчество                           | Чин                                        | Года      |
| ------------------------------------------------ | ------------------------------------------ | --------- |
| Костюрин Алексей Васильевич                      | Бригадир                                   | 1770-1780 |
| Свечин Михаил Иванович                           | Полковник                                  | 1780-1789 |
| Сафонов Афанасий Ларионович                      | Премьер-майор                              | 1789-1795 |
| Ильин Иван Силович                               | Секунд-майор                               | 1795-1796 |
| Шарапов Александр Семёнович                      | Подпоручик                                 | 1796-1798 |
| Давыдов Иван Кондратьевич                        | Секунд-майор                               | 1798-1800 |
| Елагин Иван Кондратьевич                         | Секунд-майор                               | 1800-1801 |
| Бахметев Пётр Алексеевич                         | Надворный советник                         | 1801-1803 |
| Ильин Иван Силович                               | Секунд-майор                               | 1803-1806 |
| Сафонов Афанасий Ларионович                      | Премьер-майор                              | 1806-1807 |
| Левшин Дмитрий Алексеевич                        | Надворный советник                         | 1807-1811 |
| Ильин Пётр Николаевич                            | Майор                                      | 1811-1829 |
| Воейков Николай Петрович                         | Подпоручик                                 | 1829-1832 |
| Левшин Ираклий Алексеевич                        | Надворный советник                         | 1832      |
| Лобанов-Ростовский Алексей Александрович (князь) | Камергер, действительный статский советник | 1832      |
| Кологривов Алексей Иванович                      | Надворный советник                         | 1832-1835 |
| Бегичев Пётр Львович                             | Гвардии подпоручик                         | 1835      |
| Новокрещёнов Василий Александрович               | Артиллерии поручик                         | 1835-1840 |
| Ильин Николай Иванович                           | Генерал-майор артиллерии                   | 1840-1844 |
| Левшин Алексей Ираклевич                         | Тайный советник                            | 1844-1846 |
| Кологривов Григорий Алексеевич                   | Гвардии подпоручик                         | 1846-1852 |
| Арсеньев Александр Николаевич                    | Статский советник                          | 1852-1853 |
| Боборыкин Владимир Васильевич                    | Поручик                                    | 1853-1859 |
| Бахтеяров Яков Петрович                          | Поручик                                    | 1859-1867 |
| Оболенский Дмитрий Дмитриевич (князь)            | Статский советник                          | 1867-1870 |
| Свечин Фёдор Александрович                       | Действительный статский советник           | 1870-1880 |
| Арсеньев Алексей Александрович                   | Тайный советник                            | 1880-1882 |
| Алферов Александр Никифорович                    | Статский советник                          | 1882      |
| Арсеньев Алексей Александрович                   | Тайный советник                            | 1882-1885 |
| Арсеньев Александр Александрович                 | Действительный статский советник           | 1885-1886 |
| Бельгард Александр Карлович                      | Камергер, действительный статский советник | 1886-1892 |
| Писарев Сергей Григорьевич                       | Надворный советник                         | 1892      |
| Голицын Александр Петрович (князь)               | Действительный статский советник           | 1892-1903 |
| Свечин Александр Фёдорович                       | Коллежский асессор                         | 1903-1906 |
| Минин Николай Павлович                           | Действительный статский советник           | 1906      |
| Шаховской Иван Петрович (князь)                  | Камер-юнкер, коллежский асессор            | 1906-1909 |
| Хлюстин Евгений Дмитриевич                       | Коллежский секретарь                       | 1909-     |